# Весела Балка (Білгород-Дністровський район)
Весела́ Ба́лка — село Тузлівської сільської громади, у Білгород-Дністровському районі Одеської області України. Населення становить 237 осіб. Орган місцевого самоврядування — Тузлівська сільська рада.

## Населення
Згідно з переписом УРСР 1989 року чисельність наявного населення села становила 170 осіб, з яких 82 чоловіки та 88 жінок.
За переписом населення України 2001 року в селі мешкало 237 осіб.

### Мова
Розподіл населення за рідною мовою за даними перепису 2001 року:
| Мова       | Відсоток |
| ---------- | -------- |
| українська | 99,58 %  |
| інші       | 0,42 %   |